# ティレニア海
ティレニア海（ティレニアかい、イタリア語:Mar Tirreno、フランス語:Mer Tyrrhénienne、コルシカ語:Mari Tirrenu、リグリア語:Mâ Tirren、サルデーニャ語:Mare Tirrenu、シチリア語:Mari Tirrenu、ナポリ語:Mar Tirreno）は、地中海の海域の一つである。チレニア海とも表記される。イタリア半島の西側に広がり、コルシカ島、サルデーニャ島、シチリア島に囲まれている。
イタリアの首都ローマ、斜塔で有名なピサ、風光明媚な海岸で有名なナポリを初めとして、イタリアの経済の重心が、このティレニア海側に集まっている。この海域では海底での火山活動が活発で、シチリア島の北のエオリア諸島にあるストロンボリ火山は地中海の灯台と呼ばれるほど見事な噴火をする。

## 名称

### 表記
この海と関わりの深い諸言語では以下のように表記される。
| - コルシカ語: Mari Tirrenu - フランス語: Mer Tyrrhénienne - イタリア語: Mar Tirreno - ナポリ語: Mar Tirreno | - サルデーニャ語: Mare Tirrenu - シチリア語: Mari Tirrenu - ラテン語: Mare Tyrrhenum |  |

### 語源
「ティレニア」の名前は、この海域の沿岸に位置するトスカーナ地方の住人であったエトルリア人を、古代ギリシア人が「テュレニア人」"Tyrrhenoi"と呼んだことに由来する。エトルリア人は、当時のギリシア人など他民族の人々に、リュディアから古代のイタリアへ移ってきた人々であると考えられていたが、一方でイタリアの地でもっとも早く文化を発達させた民族であり、交易の民であった彼らは、この地方の代表的存在でもあった。そんな彼らの活躍の場であったために「エトルリア人の海」と呼ばれるようになった。
ちなみに「トスカーナ」も、ローマ人が彼らを Tusci, Etrusci と呼んだことに由来し、前者が地名の語源として採られた。現在ではおおむね、トスカーナ地方はエトルリア人の先住地であったと考えられている。

## 地理

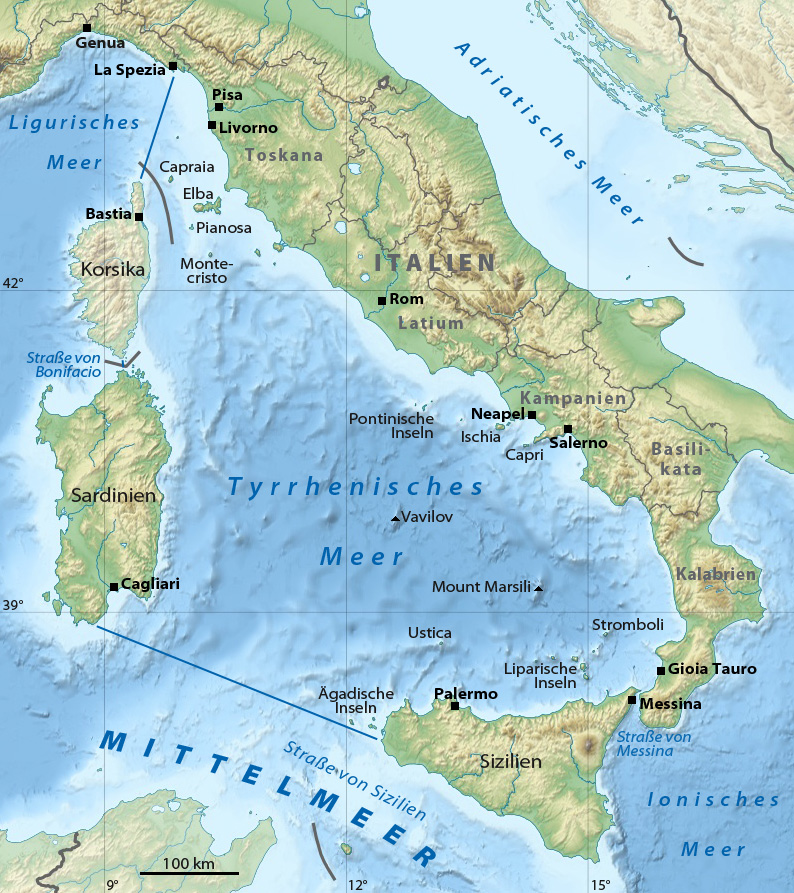
ティレニア海の海底地形（ドイツ語表記）。青線はIHOの定義による海域の境界

### 範囲・接続海域
国際水路機関（IHO）は、地中海の下位区分としてティレニア海を定義しており、その境界は以下の通り。
メッシナ海峡
Cape Paci 北端（東経15度42分）と、シチリア島東端 Cape Perolo（北緯38度16分）とを結んだ線
西南
シチリア島西端 Cape Lilibeo と サルディニア島 テウラーダ岬南端（東経8度38分）を結んだ線
ボニファシオ海峡
サルディニア島 Cape Testa西端（北緯41度14分）とコルシカ島 Cape Feno南西端（北緯41度23分）を結んだ線
北
カップ・コルス（東経9度23分）からティネット島（北緯44度01分 東経9度51分 / 北緯44.017度 東経9.850度）、ティーノ島、パルマリア島を経て、イタリア本土のサンピエトロ岬（北緯44度03分 東経9度50分 / 北緯44.050度 東経9.833度）に至る線

イタリア海軍水路機関の定義するリグリア海の境界（青）。赤はIHOの定義。

北はリグリア海と接続する。IHOの定義によれば、サンピエトロ岬（ラ・スペーツィア県ポルトヴェーネレ）からその南方の諸島を経てコルシカ島のカップ・コルスを結んだ線がその境界である。イタリア海軍水路機関 (it:Istituto Idrografico della Marina) はこれと異なる定義を行っており、トスカーナ州とコルシカ島の間のコルシカ海峡（幅約80km。エルバ島を境界に西側のみをコルシカ海峡と呼び、東側をピオンビーノ海峡と呼ぶこともある）を境界とし、これより以北をリグリア海（Mare Ligure）としている。
西の境界は、コルシカ島とサルデーニャ島の間のボニファシオ海峡（幅約11km）である。この海峡によって接する地中海の海域についてIHOは定義を行っていないが、サルデーニャ海とも呼ばれる。
西南の境界は、サルデーニャ島とシチリア島の間を結ぶ線で、その距離は約290kmである。ここで接続する地中海の海域についてIHOは定義を行っていないが、サルデーニャ島とアフリカ大陸の間の海はサルデーニャ海峡 (it:Canale di Sardegna) 、シチリア島とアフリカ大陸の間の海はシチリア海峡と呼ばれる。
東南にはシチリア島とカラブリア州との間のメッシナ海峡（幅約3km）によってイオニア海と結ばれている。

### 下位の海域
| 北部 - ラ・スペツィア湾 - フォッローニカ湾 - ピオンビーノ海峡 - コルシカ海峡 - タラモーネ湾 西部 - アランチ湾 - オルビア湾 - オロセイ湾 - アンジェリ湾（カリャリ湾） | 東部 - ガエータ湾 - ナポリ湾 - サレルノ湾 - ポリカストロ湾 - サンテウフェミア湾 - ジョイア・タウロ湾 | 南部 - ミラッツォ湾 golfo di Milazzo - パッティ湾 golfo di Patti - ジョイオーザ湾 golfo di Gioiosa - テルミニ・イメレーゼ湾 - パレルモ湾 golfo di Palermo - カステッランマーレ湾 - マカリ湾 - ボナジア湾 |

### 主要な島嶼
ティレニア海の主要な島としては以下がある。* はIHOの定義において境界を構成する島である。
| 北部 - スペツィア群島 - ティネット島 * - ティーノ島 * - パルマリア島 * - トスカーナ群島 - ゴルゴーナ島 - カプラーイア島 - エルバ島 - ピアノーザ島 - モンテクリスト島 - ジリオ島 - ジャンヌートリ島 | 東部 - フレグレエ諸島 - イスキア島 - プローチダ島 - カプリ島 - ポンツィアーネ諸島 - ポンツァ島 - ヴェントテーネ島 - パルマローラ島 - サント・ステーファノ島 - ザンノーネ島 西部 - コルシカ島 * - ラ・マッダレーナ諸島 - ラ・マッダレーナ島 - カプレーラ島 - サルデーニャ島 * | 南部 - シチリア島 * - エオリア諸島 - リーパリ島 - サリーナ島 - ヴルカーノ島 - ストロンボリ島 - パナレーア島 - フィリクーディ島 - アリクーディ島 - ウスティカ島 - エーガディ諸島 - ファヴィニャーナ島 - マレッティモ島 - レヴァンツォ島 |

### 主要な流入河川
| - マグラ川 - セルキオ川 - アルノ川 - チェチナ川 | - オンブローネ川 - フィオーラ川 - マルタ川 - テヴェレ川 | - ガリリャーノ川 - ヴォルトゥルノ川 - ターナグロ川 |

## ギャラリー

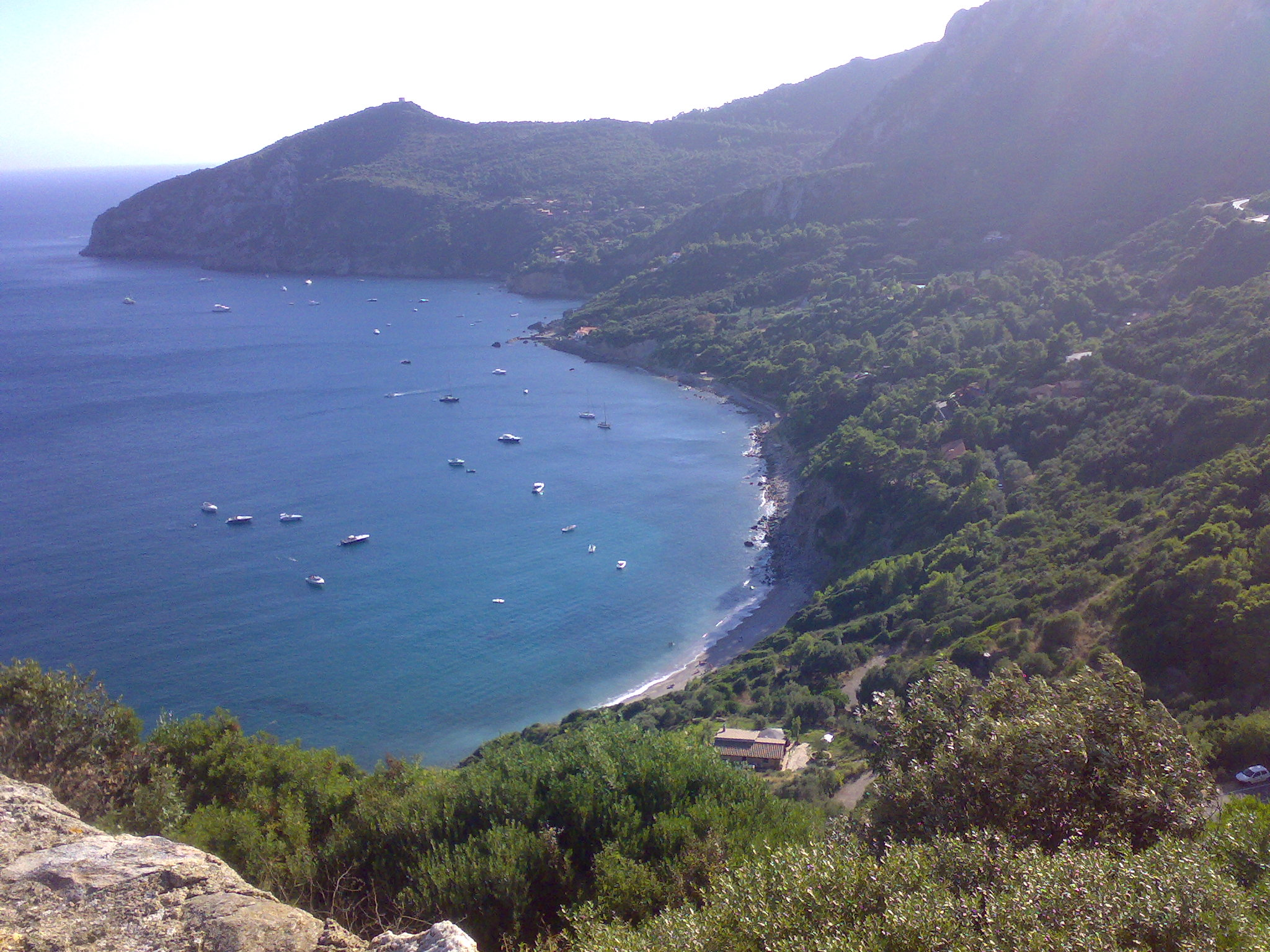
モンテ・アルジェンターリオ
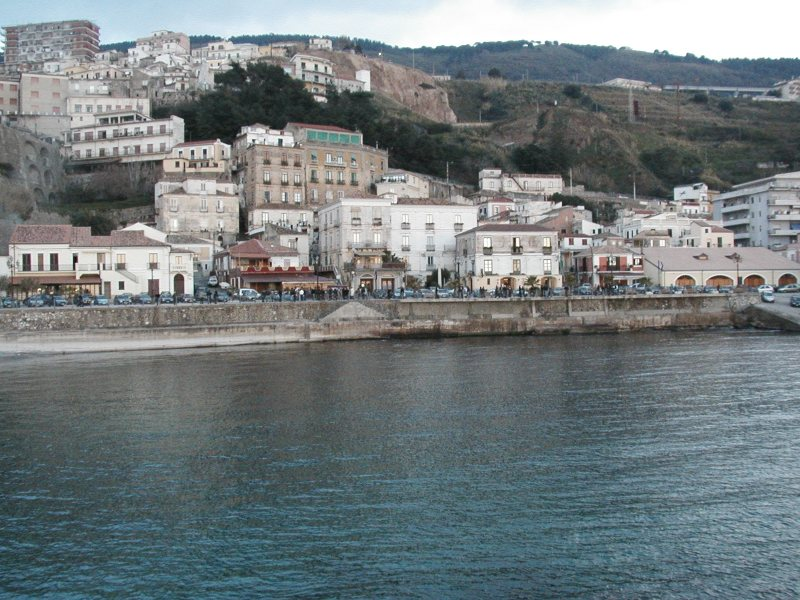
ピッツォ
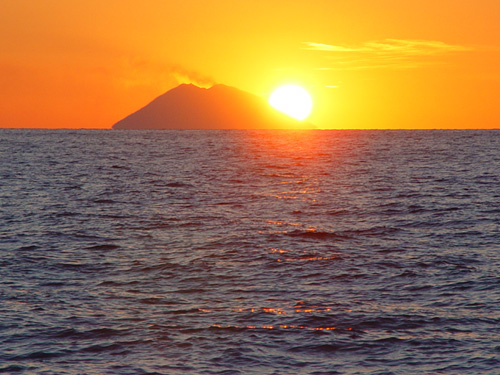
ザンブローネ
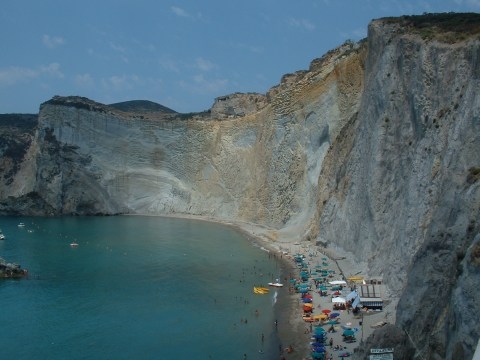
ポンツァ島
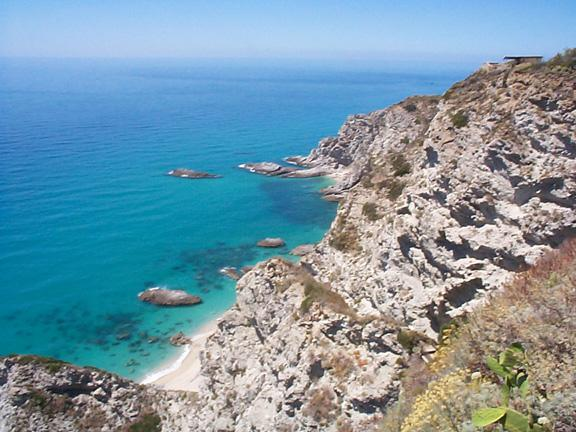
カポ・ヴァチカノ（英語版）
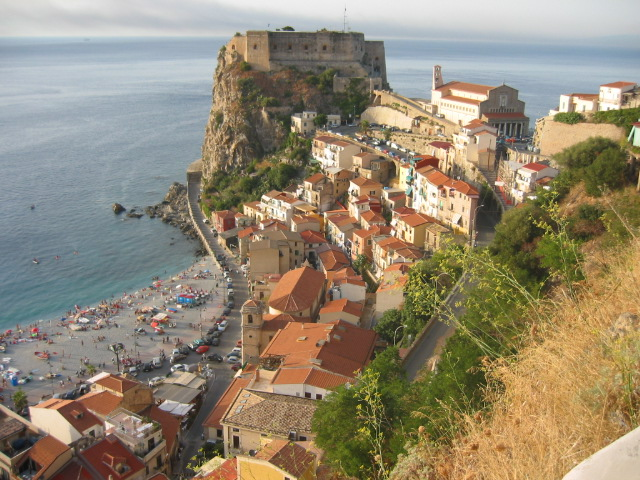
シッラ
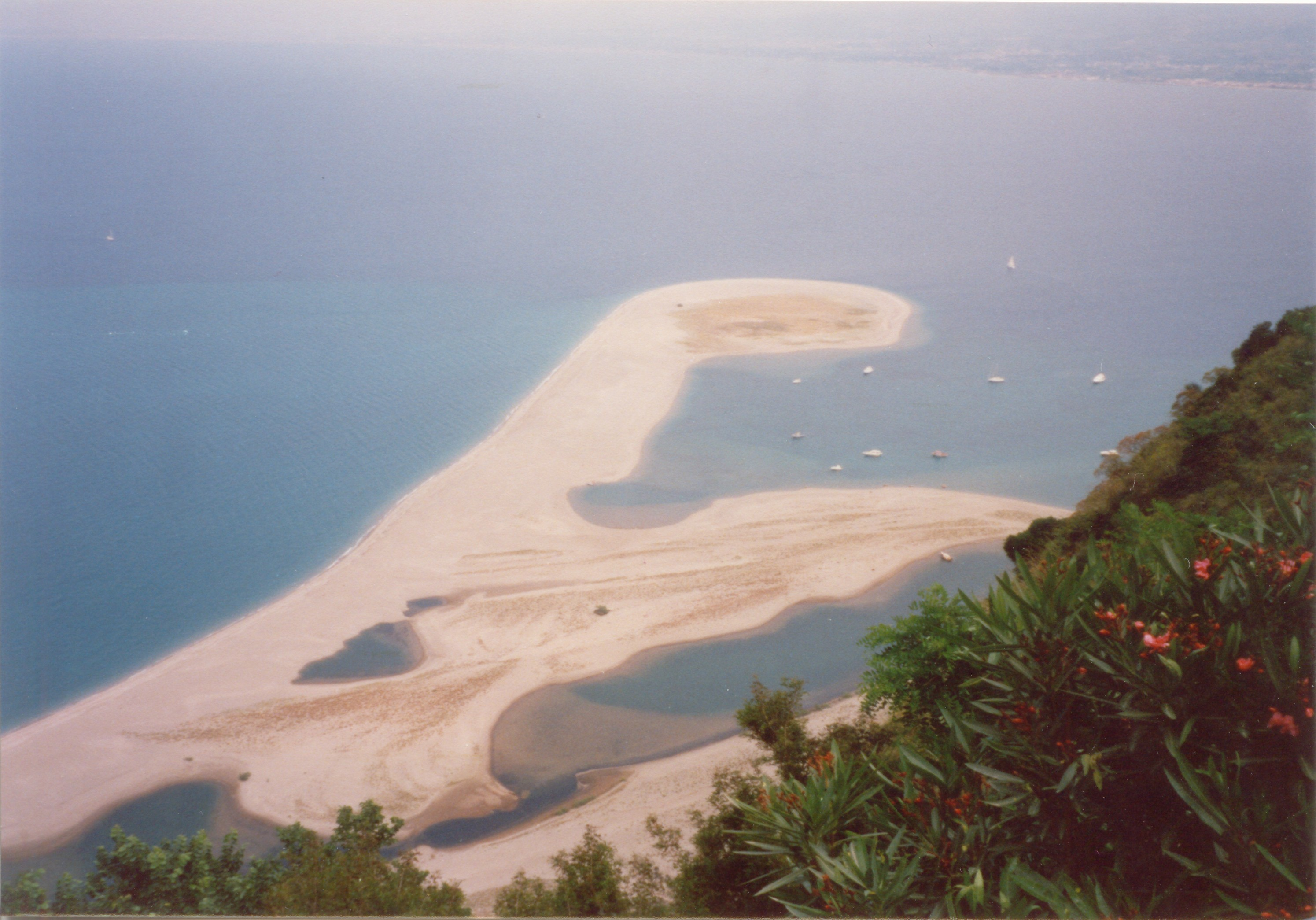
ティンダリ（英語版）
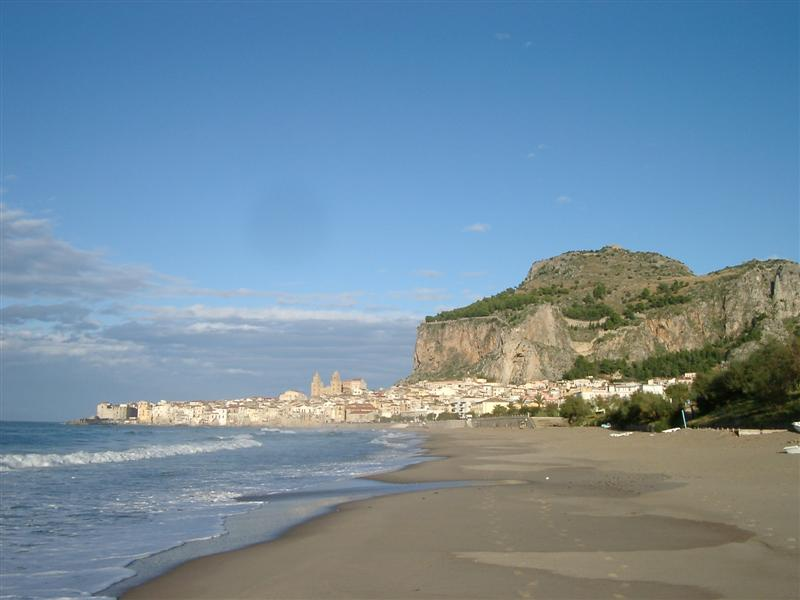
チェファル
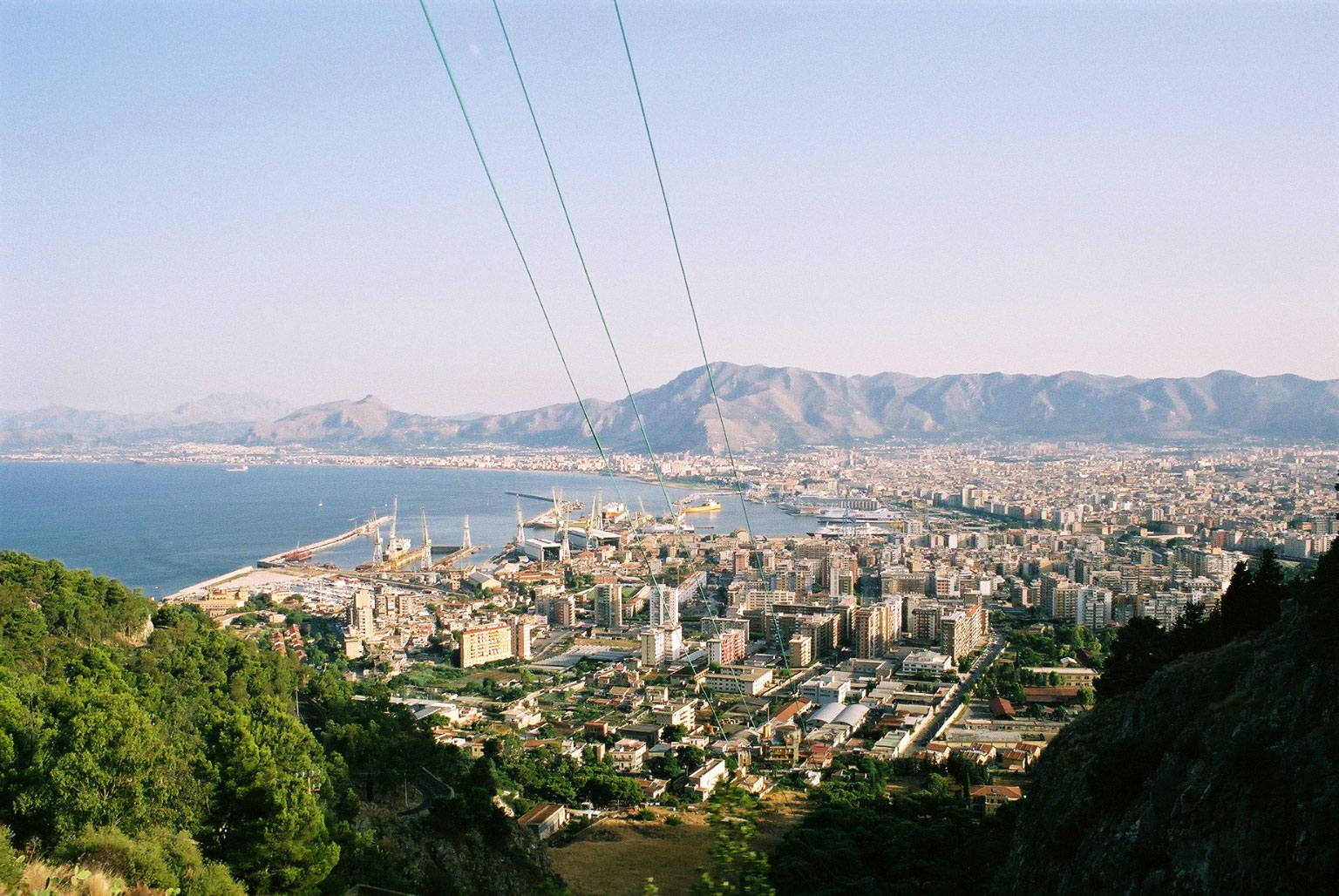
パレルモ
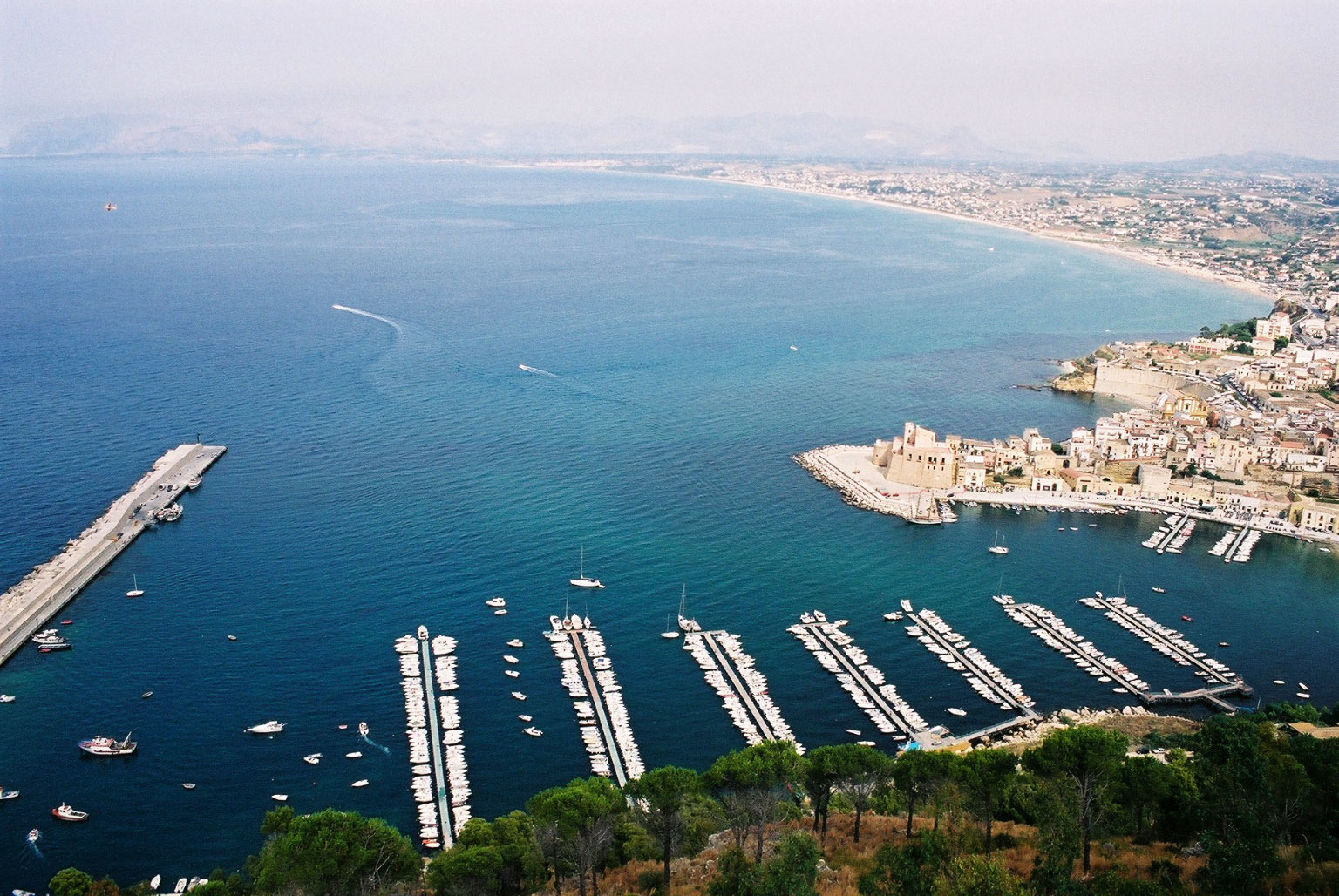
カステッランマーレ・デル・ゴルフォ
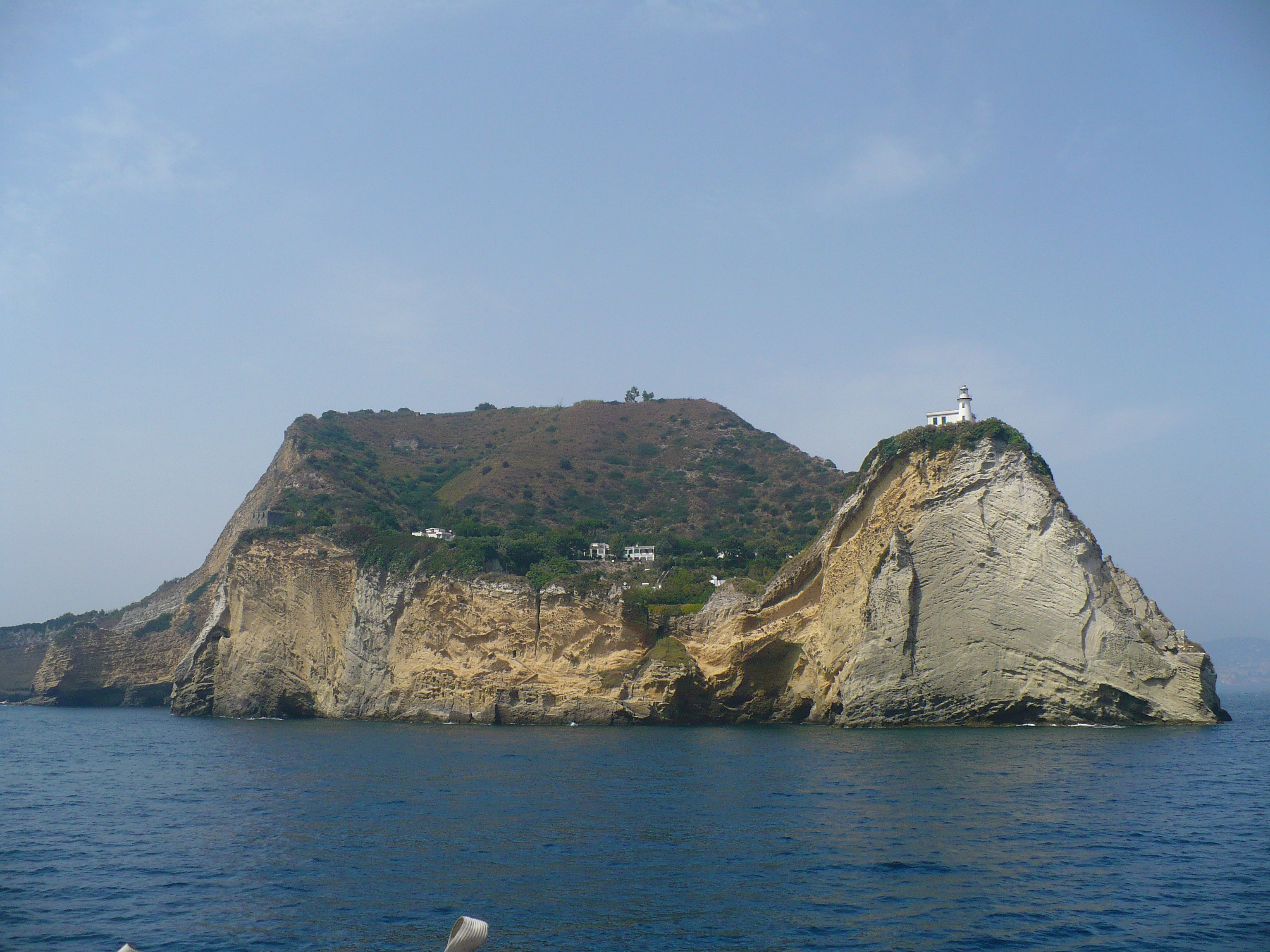
カポ・ミセノ（英語版）
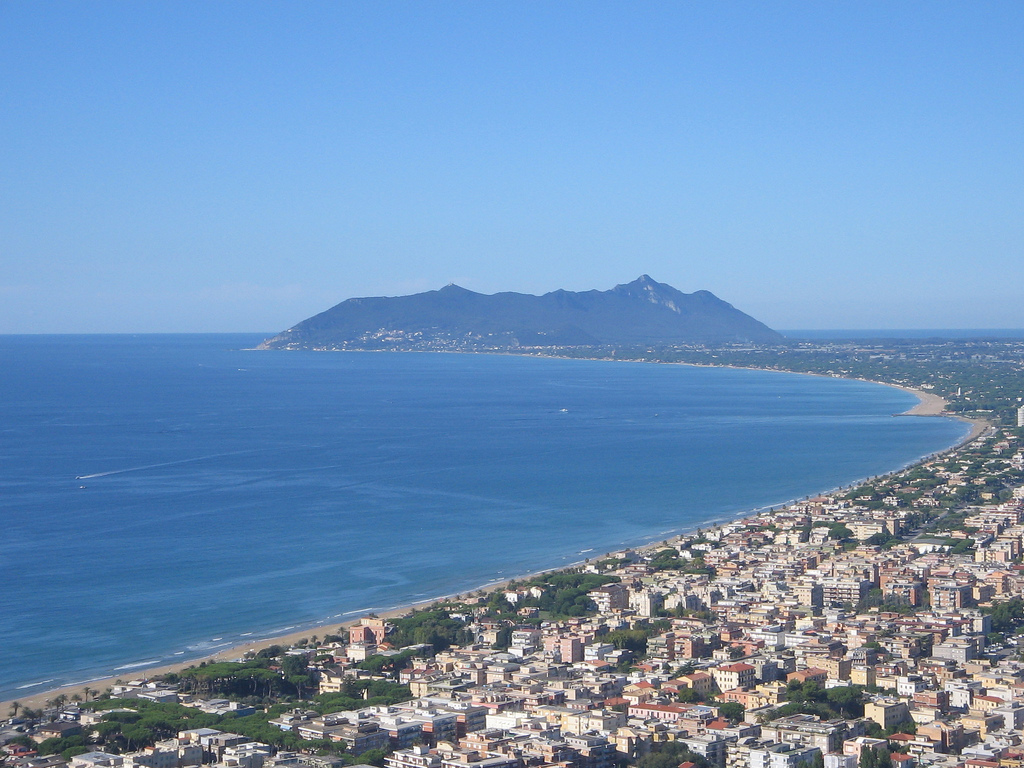
テッラチーナ